# Johann Gänsbacher
Johann Baptist Gänsbacher, född den 8 maj 1778 i Sterzing i Tyrolen, död den 13 juli 1844 i Wien, var en österrikisk tonsättare. Han var far till Josef Gänsbacher.
Gänsbacher studerade 1795 vid universitetet i Innsbruck och gav därjämte musiklektioner. Han förde följande år befälet över 300 man av landstormen under det att hans fädernesland hotades av fientligt angrepp och erhöll vid fredsslutet, i likhet med den reguljära arméns officerare, en guldmedalj. Gänsbacher studerade 1802 harmoni i Wien för abbé Vogler och var umgängesvän i Darmstadt med Weber och Meyerbeer. Han kommenderade som kapten ett lantvärnskompani och utmärkte sig i flera skärmytslingar. Gänsbacher deltog i det neapolitanska fälttåget med Murat och organiserade sitt regementes musikkår. Han erhöll 1817 stora förtjänstmedaljen. Gänsbacher blev 1823 kapellmästare vid Stefansdomen i Wien. Han skrev 17 mässor, kantater, harmonimusik, pianoverk, en symfoni och sånger med mera.